# Richard Nejezchleb (hokeista)
Richard Nejezchleb (ur. 2 maja 1994 w Pradze) – czeski hokeista.

## Kariera
- Slavia Praga U18 (2008-2011)
- Slavia Praga U16 (2009/2010)
- Slavia Praga U20 (2010-2012)
- Brandon Wheat Kings (2012-2014)
- Tri-City Americans (2014-2015)
- Hartford Wolf Pack (2015/2016)
- Greenville Swamp Rabbits (2015/2016)
- HC Litvínov (2016-2018)
- HC Czeskie Budziejowice (2018)
- HC Nové Zámky (2018-2019)
  -  HC Nové Zámky B (2018/2019)
- HC Poruba (2019-2020)
- Cracovia (2020-2021)
- Újpesti TE (2021)

Wychowanek i wieloletni zawodnik Slavii Praga. Do 2012 występował w drużynach juniorskich klubu. W wieku juniorskim występował w kadrach Czech do lat 16, do lat 17, do lat 18, do lat 20. W drafcie do kanadyjskich rozgrywek juniorskich CHL z 2012 został wybrany przez klub Brandon Wheat Kings i w jego barwach podjął grę w lidze WHL. Po dwóch sezonach, w drafcie NHL z 2014 został wybrany przez New York Rangers. Na początku trzeciego sezonu WHL, na początku listopada 2014, przeszedł do amerykańskiej drużyny Tri-City Americans w tej samej lidze. W sezonie 2015/2016 grał w zespołach farmerskich tego klubu, tj. w Hartford Wolf Pack (AHL) i Greenville Swamp Rabbits (ECHL). Po sezonie wrócił do Czech i w maju 2016 został zawodnikiem HC Litvínov. Stamtąd w styczniu 2018 został wypożyczony do Czeskich Budziejowicz. We wrześniu 2018 został zawodnikiem słowackiej drużyny HC Nové Zámky. W sierpniu 2019 przeszedł do czeskiej Poruby. W sierpniu 2020 został zawodnikiem Cracovii w Polskiej Hokej Lidze. W sierpniu 2021 przeszedł do węgierskiej drużyny Újpesti TE. Na początku listopada 2021 został tam zwolniony.

## Sukcesy
Klubowe
- Złoty medal mistrzostw Czech do lat 18: 2010 ze Slavią Praga U18
- Srebrny medal mistrzostw Polski: 2021 z Cracovią